# Amara glacialis
Amara glacialis är en skalbaggsart som beskrevs av Mannerheim. Amara glacialis ingår i släktet Amara och familjen jordlöpare. Inga underarter finns listade i Catalogue of Life.